# Park Brzeźnieński im. Haffnera
Park Brzeźnieński im. J. J. Haffnera – park ulokowany w Brzeźnie, nadmorskiej dzielnicy Gdańska, w bezpośrednim sąsiedztwie plaży. Park jest, obok Parku Oliwskiego i Parku Oruńskiego, trzecim co do wielkości i znaczenia zabytkowym założeniem ogrodowym w Gdańsku. Zaliczany jest do grupy historycznych parków kuracyjnych, zwanych również parkami zdrojowymi. Powierzchnia parku wynosi około 10 ha.

## Historia
Park powstawał od 1831, jako ochrona drogi łączącej znajdujące się w Brzeźnie rosyjskie wojskowe magazyny i stację kwarantanny z Nowym Portem. Drzewa miały zabezpieczać ważny dla rosyjskich wojsk trakt, przed nawiewaniem plażowego piasku i innym negatywnym oddziaływaniem od strony morza. Młody lasek w latach 1840–1842 przekształcono w park z osiami widokowymi na Zatokę Gdańską, punktem widokowym oraz skwerem z pergolą i poidełkiem. Nazwany został Brzeźnieńskim Laskiem (niem. Brösener Wäldchen). Stanowił atrakcyjne zaplecze rekreacyjne dla licznych klientów pobliskich zakładów kąpielowych.

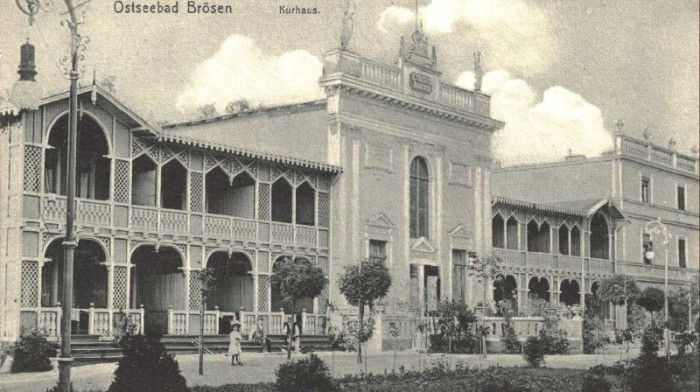
Dom Zdrojowy w parku, ok. 1900

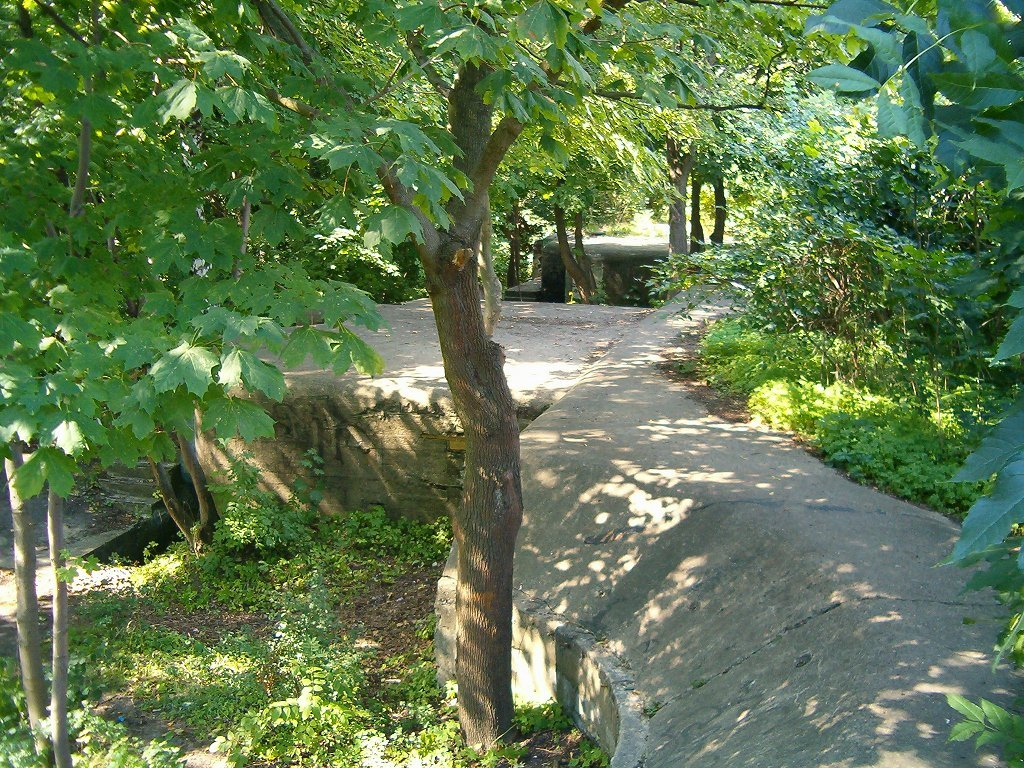
Fragment Baterii Plażowej z początku XX w.

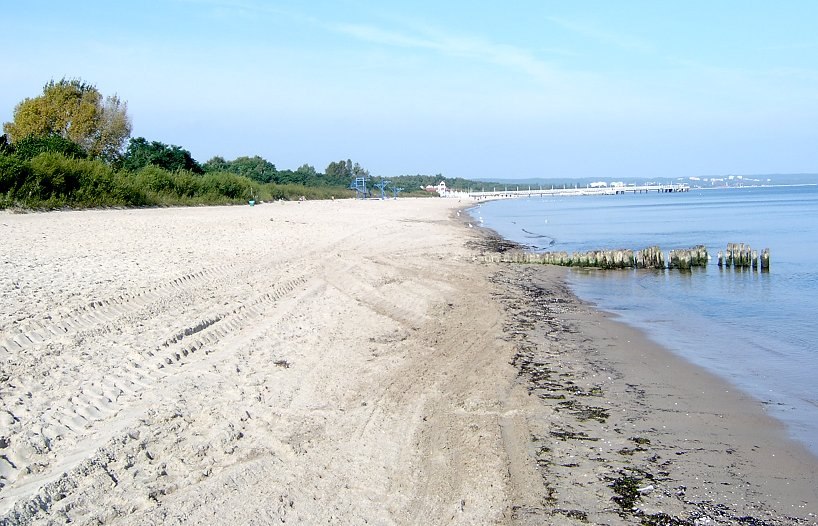
Plaża w Brzeźnie, po lewej park

W 1896 w bezpośrednim sąsiedztwie parku zbudowano stanowiska Baterii Plażowej (Strandbatterie) dla sześciu dział 210 mm, a w latach 1908–1914 betonowe schrony. Włączono je do zespołu parkowego po traktacie wersalskim i ustanowionym w nim zdemilitaryzowaniu Wolnego Miasta Gdańska.
Od 1925 dominującym nad parkiem elementem był pomnik ku czci poległych żołnierzy 17 Pułku Artylerii Pieszej, zbudowany na jednym ze schronów. Miał formę wysokiej kolumny zwieńczonej złotą kulą. Zniszczono go w końcu lat 50. XX w.
Od 2002 park nosi imię Jana Jerzego Haffnera. Na początku XX wieku jego infrastruktura (alejki, elementy małej architektury) była już mocno zniszczona, przez co park odstraszał swym wyglądem turystów. Dopiero w 2001 rozpoczęła się jego rewitalizacja, która zakończyła się w lipcu 2010.
Powierzchnia terenu objęta pracami projektowymi wyniosła 14 ha.

## Drzewostan
Liczba drzew składających się na park przekracza 4860 sztuk, a wśród nich znajdują się: olsza szara i czarna, jesion, wierzba biała, sosna, klon, jawor, brzoza brodawkowata i wiąz.